# Leitungsbeläge
Zu den elektrischen Kenngrößen einer elektrischen Leitung gehören außer dem Leitungswellenwiderstand die sogenannten Leitungsbeläge. Leitungsbeläge beschreiben die Kapazität, die Induktivität, den Längswiderstand in Leitungsrichtung und den Querleitwert quer zur Leitungsrichtung einer Leitung bezogen auf die Leitungslänge.
Die Leitungsbeläge sind längenbezogene, zusammengefasste elektrische Eigenschaften abhängig von Material und Geometrie. Sie sind in erster Näherung Konstanten eines Kabeltyps – falls sich dieser im freien Raum befindet. Aus diesem Grund werden sie auch als „primäre Leitungskonstanten“ (im Gegensatz zu den „sekundären Leitungskonstanten“ Wellenwiderstand und Fortpflanzungskonstante) bezeichnet.

## Ersatzschaltbild

Ersatzschaltbild für ein Leitungselement einer Zweidrahtleitung der Länge.
Für beliebige Länge wird vereinfachend die Beschriftung auf,, und beschränkt.

Das Bild zeigt das Ersatzschaltbild eines Leitungsabschnitts, der sich nach der infinitesimalen Länge {\displaystyle \mathrm {d} x} jeweils wiederholt, siehe Leitungstheorie. Der Widerstandsbelag {\displaystyle R'}, der Ableitungsbelag {\displaystyle G'}, der Kapazitätsbelag {\displaystyle C'} und der Induktivitätsbelag {\displaystyle L'} stehen für die gleichmäßig über eine homogene Leitung mit der Länge {\displaystyle a} verteilten Größen. Zur Unterscheidung von den Größen eines diskreten Bauelements (auch einer konkreten Leitung) werden die längenbezogenen Leitungsbeläge durch einen Strich gekennzeichnet.

## Beläge
Zur Bestimmung der Beläge einer homogenen Leitung ist die Länge der betrachteten Leitung frei wählbar. Angaben für einen Kapazitätsbelag von beispielsweise
- 0,067 μF pro km oder 67 pF pro m oder 1 μF pro 14,9 km

sind zulässig und untereinander gleichwertig. Eine Leitung heißt homogen, wenn ihre Beläge über ihre Länge konstant sind.

### WiderstandsbelagR'
Der Widerstandsbelag {\displaystyle R'={\frac {R}{a}}={\frac {\mathrm {d} R}{\mathrm {d} x}}} hat die Einheit Ohm pro Meter {\displaystyle [R']=\mathrm {\frac {\Omega }{m}} } .
Er beschreibt den ohmschen Widerstand {\displaystyle R} einer elektrischen Leitung bezogen auf ihre Länge {\displaystyle a}. Mit dem spezifischen Widerstand {\displaystyle \varrho } und der Querschnittsfläche {\displaystyle A} gilt für einen einzelnen Leiter {\displaystyle R=\varrho \;{\frac {a}{A}}}. Tatsächlich muss man bei einer Zweidrahtleitung Hin- und Rückleiter mit eventuell unterschiedlichen Parametern beachten. Deshalb folgt beispielsweise für eine symmetrische Doppelleitung
{\displaystyle R'=2{\frac {\varrho }{A}}} .
Diese „gleichstrommäßige“ Berechnung gilt aber nur für relativ niedrige Frequenzen, denn aufgrund der Stromverdrängung durch den Skineffekt verringert sich die Eindringtiefe und der Widerstandsbelag steigt mit der Frequenz an.

### AbleitungsbelagG'
Der Ableitungsbelag {\displaystyle G'={\frac {G}{a}}={\frac {\mathrm {d} G}{\mathrm {d} x}}} hat die Einheit Siemens pro Meter;
{\displaystyle [G']=\mathrm {\frac {S}{m}} } .
Er beschreibt die Verluste durch unvollständige Isolation pro Länge. Bei den typisch auftretenden Spannungen und Strömen sind die relativen Stromverluste durch den Ableitungsbelag deutlich geringer als die relativen Spannungsverluste durch den Widerstandsbelag.

### KapazitätsbelagC'
Der Kapazitätsbelag {\displaystyle C'={\frac {C}{a}}={\frac {\mathrm {d} C}{\mathrm {d} x}}} hat die Einheit Farad pro Meter;
{\displaystyle [C']=\mathrm {\frac {F}{m}} }.
Er ist die Kapazität einer Leitung pro Länge dieser Leitung. Der Kapazitätsbelag lässt sich aus der Permittivität {\displaystyle \varepsilon } (früher Dielektrizitätskonstante) und der Geometrie der Leitungsanordnung berechnen. Beispielsweise hat eine Zweidrahtleitung mit einem Drahtdurchmesser {\displaystyle d} und einem Drahtabstand {\displaystyle D} den Kapazitätsbelag
{\displaystyle C'={\frac {\varepsilon \cdot \pi }{\operatorname {arcosh} {\frac {D}{d}}}}\quad {\text{mit}}\quad \operatorname {arcosh} x=\ln(x+{\sqrt {x^{2}-1}})}, bzw.
{\displaystyle C'={\frac {\varepsilon \cdot \pi }{\ln {\frac {2D}{d}}}}\quad {\text{wenn}}\quad d\ll D\ll a}.
Oft ist eine geringe Leitungskapazität erwünscht, um z. B. das Übersprechen von Signalleitungen oder die während jeder Netzperiode gespeicherte Energie (Blindleistung) in Versorgungsnetzen gering zu halten. Dies lässt sich durch eine niedrige Permittivität {\displaystyle \varepsilon } und/oder einen großen Drahtabstand {\displaystyle D} im Vergleich zum Drahtdurchmesser {\displaystyle d} erreichen. Zu erheblichen Problemen durch den Kapazitätsbelag siehe beispielsweise die 380-kV-Transversale Berlin.

### InduktivitätsbelagL'
Der Induktivitätsbelag {\displaystyle L'={\frac {L}{a}}={\frac {\mathrm {d} L}{\mathrm {d} x}}} hat die Einheit Henry pro Meter;
{\displaystyle [L']=\mathrm {\frac {H}{m}} } .
Er stellt den Induktivitätswert pro Länge dar. Beispielsweise hat eine Zweidrahtleitung mit einem Drahtdurchmesser {\displaystyle d} und einem Drahtabstand {\displaystyle D} und im Zwischenraum mit einer Permeabilität {\displaystyle \mu } (früher Induktionskonstante) den Induktivitätsbelag
{\displaystyle L'={\frac {\mu }{\pi }}\operatorname {arcosh} {\frac {D}{d}}} , bzw.
{\displaystyle L'={\frac {\mu }{\pi }}\ln {\frac {2D}{d}}\quad {\text{wenn}}\quad d\ll D\ll a} .
Während im Allgemeinen zur Berechnung des Induktivitätsbelags auch die innere Induktivität der Leiter beachtet werden muss, ist das bei höheren Frequenzen aufgrund der Stromverdrängung durch den Skineffekt nicht nötig.
Je nach Anwendung und geforderter Impedanz kann eine hohe oder eine niedrige Leitungsinduktivität wünschenswert sein. Ein Beispiel der Erhöhung der Leitungsinduktivität zum Erreichen einer hohen Impedanz ist das Krarupkabel. Soll der Induktivitätsbelag – z. B. zur Übertragung von hohen Stromimpulsen – möglichst gering sein, kann dies durch eine niedrige Permeabilität {\displaystyle \mu } oder geringe Abstände {\displaystyle D} zwischen Hin- und Rückleiter erreicht werden. Besonders geringe Induktivitätsbeläge sind mit eng aneinanderliegenden Bandleitern erreichbar. Allerdings erhöht sich mit sinkendem Drahtabstand der Kapazitätsbelag in demselben Maße wie sich der Induktivitätsbelag erniedrigt. Eine Verringerung der Induktivität lässt sich auch durch das Parallelschalten mehrerer Leitungen erzielen.

## Anwendung
Der oben genannte Leitungswellenwiderstand ist beim Betrieb mit sinusförmiger Wechselspannung und der Anwendung der komplexen Wechselstromrechnung durch die Leitungsbeläge festgelegt (j ist hier die imaginäre Einheit):
{\displaystyle Z_{l}={\sqrt {\frac {R'+\mathrm {j} \omega L'}{G'+\mathrm {j} \omega C'}}}}